# Aspidoscelis uniparens
Espèce
Synonymes
- Cnemidophorus uniparens Wright & Lowe, 1965

Statut de conservation UICN

 LC  : Préoccupation mineure
Aspidoscelis uniparens est une espèce de sauriens de la famille des Teiidae.

## Répartition
Cette espèce se rencontre :
- aux États-Unis dans l'Ouest du Texas, dans le sud-est de l'Arizona et le Sud-Ouest du Nouveau-Mexique ;
- au Mexique dans le nord de l'État de Chihuahua.

## Description
Cette espèce est uniquement composée de femelles qui se reproduisent par parthénogénèse. Les œufs sont auto-fécondés, mais un rituel de pseudo-copulation a lieu entre femelles, similaire aux rituels ayant lieu chez des espèces cousines à reproduction sexuée.

## Publication originale
- Wright & Lowe, 1965 : The rediscovery of Cnemidophorus arizonae Van Denburgh. Journal of the Arizona Academy of Science, vol. 3, n. 3, p. 164-168.